# Is There Anybody Out There? (álbum)
Is There Anybody Out There?  (en español:¿Hay alguien ahí afuera?) es el álbum debut de dúo pop estadounidense A Great Big World. Su sencillo "Say Something" logró un éxito considerable después de que la cantante internacional Christina Aguilera escuchó la canción, decidió colaborar en la canción y una versión regrabada fue puesto en libertad.

## Desempeño comercial
El álbum debutó en el Billboard 200 en el puesto número 3 con unas ventas de 48 000. Se cayó al número 33 la semana siguiente con ventas de 11 000.

## Sencillos
- "This Is the New Year" (21 de mayo de 2013)
- " Say Something "(3 de septiembre de 2013)
- "I Really Want It" (sencillo promocional, 10 de diciembre de 2013)
- "Rockstar" (sencillo promocional, 3 de marzo de 2014)
- "Ya Home" (radial; 04 2014)

## Lista de canciones
Todas las canciones escritas y compuestas por Ian Axel and Chad Vaccarino, except "Say Something" written by Axel, Vaccarino, and Mike Campbell. 
| N.º | Título                                    | Productor(s)       | Duración |  |
| 1.  | «Rockstar»                                | Dan Romer          | 3:12     |  |
| 2.  | «Land of Opportunity»                     | Romer              | 3:10     |  |
| 3.  | «Already Home»                            | Romer              | 3:13     |  |
| 4.  | «I Really Want It»                        | Romer              | 3:22     |  |
| 5.  | «Say Something»                           | Romer              | 3:53     |  |
| 6.  | «You'll Be Okay»                          | Romer              | 3:30     |  |
| 7.  | «Everyone Is Gay»                         | Chris Kuffner      | 3:10     |  |
| 8.  | «There Is an Answer»                      | Romer              | 4:12     |  |
| 9.  | «I Don't Wanna Love Somebody Else»        | Romer              | 3:02     |  |
| 10. | «This Is the New Year»                    | Romer, John Alagía | 3:14     |  |
| 11. | «Shorty Don't Wait»                       | Romer              | 3:12     |  |
| 12. | «Cheer Up!»                               | Romer              | 3:51     |  |
| 13. | «Say Something» (with Christina Aguilera) | Romer              | 3:49     |  |

## Posicionamiento

### Listas semanales
| Listas (2014)                      | Posiciones |
| ---------------------------------- | ---------- |
| Austria (Ö3 Austria)               | 36         |
| Australia (ARIA)                   | 33         |
| Canadá (Billboard Canadian Albums) | 3          |
| Países Bajos (Album Top 100)       | 55         |
| Suecia (Sverigetopplistan)         | 25         |
| Reino Unido (UK Albums Chart)      | 16         |
| Estados Unidos Billboard 200       | 3          |